# W1ララバイ
『W1ララバイ』（ダブワンララバイ）は、広井てつおによる日本の漫画作品。

## 概要
『ミスターバイク』1982年8月号に掲載されたバイク漫画である。

## 物語
主人公の池上隆一（高校3年生、17歳）が、親父の愛車であるカワサキ・W1SAに乗り、同じ大型バイクに乗った70歳の老人ライダーと知り合い、交流するさまを等身大で描いた作品。作品後半で息子に逢いに九州までW1SAでツーリングに行く老人ライダーに、主人公がペイント作業していた壁に「航海の安全を祈る」を意味するUWと書く。

## 登場人物
池上隆一
17歳の高校3年生。本人曰く「ナナハン免許持ってんの商業科でオレだけなんだよ～～～っ!」、「恋人なし、母親なし… いじけず育った17歳」。
隆一の実父
自営業のペンキ屋さん。以前にヘルニアで腰を痛め、良くなってからもあまりバイクに乗らなくなった。それでもたまに仕事の下見にカワサキ・W1SAで出かけたりする。
70歳の老人ライダー
カワサキ・W1SAに乗り、操るテクニックは抜群だ。キック一発でエンジンを始動させる。

## 主人公の乗るカワサキ・W1SA

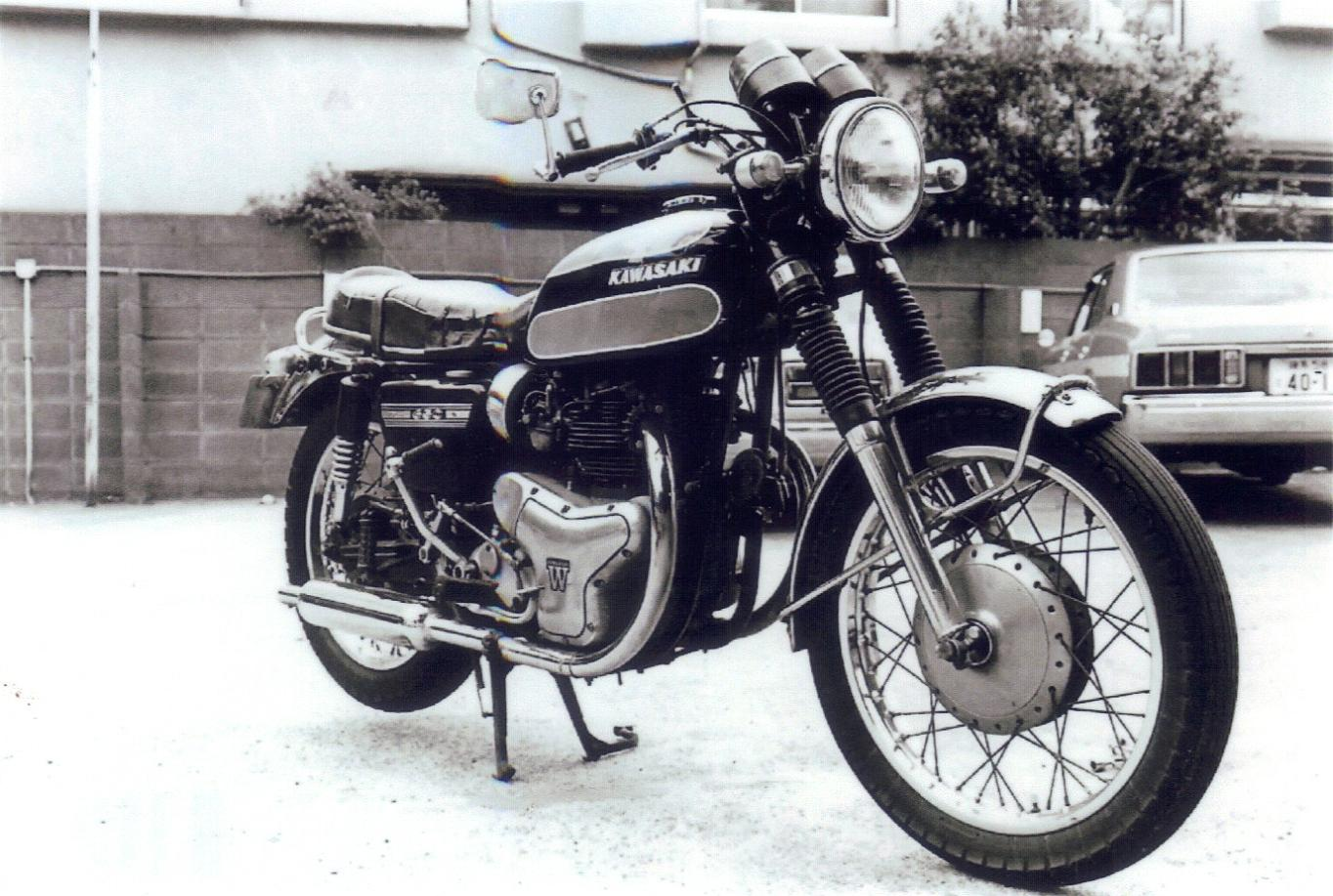
カワサキ・W1SA

主人公の乗るカワサキ・W1SAは、コンチハンドル、CB72ウィンカー、ルーカステールランプ、バーエンドミラーなどで少しイメージチェンジさせてある。これは、同様に軽度のモディファイが施された原作者である広井自身のカワサキ・W1SAがモデルであるらしい。

## エピソード
この『W1ララバイ』をミスターバイク誌に掲載されてから多くのライダーファンを獲得し、広井の知名度を上げた。ストーリー自体も特に突飛したものはなく、あくまでも等身大な作品となっている。この作品以降、不定期ながら続編となる作品を連載する。また、オートバイを実にリアルに描ける数少ない漫画家である。

## 続編となる作品
- '60S サウンドリバイバル
- ノースランド コンチェルト
- ハードロックライダー（単行本時にロックンロールライダーと改名された）
- ライダーズ ラブソング
- マイ エボリューション （単行本時にウィリー ジャムセッションと改名、扉絵も変わる）
- ファイティングプレスト
- ランナウェイ ポルカ
- ウィンディワルツ
- スターダスト ハーモニー

## 単行本
- 1988年、日本出版社から11月20日発行で単行本『W1ララバイ』が発売される。
- 2008年、少年画報社版の単行本『W1ララバイ』が11月7日に発売される。

## 他に収録された雑誌
『ミスターバイク』1988年5月臨時増刊『ライダーズ ラプソディ』に「W1ララバイ」、「'60S サウンドリバイバル」、「ハードロックライダー」が収録された。